# Сова плямиста
Сова́ плямиста (Strix occidentalis) — вид птахів родини совових (Strigidae). Поширений в Північній Америці.

## Поширення
Вид поширений у заході США, у канадській провінції Британська Колумбія та у Мексиці. Більшість популяцій тісно асоціюється або зі старими хвойними, або з сосново-дубовими лісами, але деякі також трапляються у вирубаних вторинних сосново-дубових лісах, у більш теплих і сухих умовах, а також на голих скелях і каньйонах. Трапляється від рівня моря до 1200 м у північній частині ареалу і до 2700 м у південній частині.

## Підвиди
Визнано чотири підвиди:
- Strix occidentalis caurina (Merriam, 1898)[4], зустрічається від півдня Британської Колумбії до північної Каліфорнії.
- Strix occidentalis occidentalis (Xántus, 1860)[5], поширений у Південній Каліфорнії та Північній Нижній Каліфорнії.
- Strix occidentalis lucida (Nelson, 1903)[6], зустрічається в південно-західному регіоні США до центральної Мексики.
- Strix occidentalis juanaphillipsae Dickerman, 1997[7], поширена в центральній Мексиці.

Колишній підвид Strix occidentalis huachucae Swarth, 1910 зараз вважається синонімом Strix occidentalis lucida.

## Опис
Ця сова має довжину 43 см і розмах крил до 115 см, її вага близько 600 г. Плямиста сова дуже схожа на неоарктичну сову, але має хрестоподібні плями на нижній стороні тіла. Плямиста сова трохи менша і темніша.

## Спосіб життя
Гнізда, як правило, розташовані на деревах у закритому лісі (зазвичай у порожнинах або на платформах із палиць, спочатку побудованих хижими птахами, лісовими щурами чи білками), на виступах скель у каньйонах із крутими стінами (і іноді в печерах). Яйця відкладаються з березня по травень.